# Ложноногие
Ложноно́гие, или удавообразные змеи (лат. Boidae) — семейство пресмыкающихся подотряда змей. К этому семейству относится одна из самых тяжелых змей, достигающая почти стокилограммового веса — анаконда (Eunectes murinus).

## Распространение
Представители семейства распространены в тропической, субтропической и отчасти в умеренных зонах восточного и западного полушарий. В России встречаются представители 1 рода подсемейства песчаных удавов (Erycinae), характерного как для Старого, так и Нового Света.

## Биологическое описание
Середину брюха занимает 1 продольный ряд слабо расширенных поперек щитков. По бокам клоакальной щели выступают когтеобразные рудименты задних конечностей, как правило, более развитые у самцов. Сохраняются рудименты таза.
Глаза не покрыты щитками головы. Зрачок вертикальный.
Длинная верхняя челюсть расположена горизонтально и соединяется с межчелюстной костью при помощи связки. Предчелюстная и челюстная кости разобщены. Носовые в контакте с предлобными. Верхняя и нижняя челюсти, так же как нёбная и крыловидные кости, с зубами, которые могут отсутствовать лишь на предчелюстной кости. У представителей некоторых родов зубы имеются и на межчелюстной кости.
Левое лёгкое не менее чем на 1/3 длиннее правого.
Характерен способ охоты и умерщвления добычи: нападая на различных млекопитающих и других позвоночных, удав впивается в неё зубами и одновременно сдавливает жертву кольцами своего тела, разрушая её кровеносную систему (ранее считалось, что таким способом удав душит жертву).
Есть живородящие и яйцекладущие виды.

## Классификация
В семействе 14 родов и 61 вид в 7 подсемействах:
- Подсемейство Boinae — Удавы — включает 5 родов и 32 вида[8]
  - Род Boa — Обыкновенные удавы
    - Boa constrictor — Обыкновенный удав
    - Boa imperator — Императорский удав

  - Род Chilabothrus
    - Chilabothrus angulifer — Кубинский удав (= Epicrates angulifer)
    - Chilabothrus argentum
    - Chilabothrus chrysogaster — Золотистобрюхий удав (= Epicrates chrysogaster)
    - Chilabothrus exsul — Багамский гладкогубый удав (= Epicrates exsul)
    - Chilabothrus fordii — Доминиканский гладкогубый удав (= Epicrates fordi)
    - Chilabothrus gracilis — Эспаньольский удав (= Epicrates gracilis)
    - Chilabothrus granti
    - Chilabothrus inornatus — Пуэрто-риканский гладкогубый удав (= Epicrates inornatus)
    - Chilabothrus monensis — Удав острова Мона (= Epicrates monensis)
    - Chilabothrus striatus — Стройный удав (= Epicrates striatus)
    - Chilabothrus strigilatus
    - Chilabothrus subflavus — Ямайский удав, или чёрно-жёлтый гладкогубый удав (= Epicrates subflavus)

  - Род Corallus — Узкобрюхие удавы
    - Corallus annulatus — Кольчатый удав, или коста-риканский удав
    - Corallus batesii
    - Corallus blombergi
    - Corallus caninus — Собакоголовый удав, или зелёный древесный удав
    - Corallus cookii — Удав Кука[1]
    - Corallus cropanii
    - Corallus grenadensis
    - Corallus hortulanus
    - Corallus ruschenbergerii

  - Род Epicrates — Гладкогубые удавы
    - Epicrates alvarezi
    - Epicrates assisi
    - Epicrates cenchria — Радужный удав, или абома
    - Epicrates crassus — Парагвайский радужный удав[1]
    - Epicrates maurus — Колумбийский радужный удав[1]

  - Род Eunectes — Анаконды
    - Eunectes beniensis
    - Eunectes deschauenseei — Анаконда Дешауенсея
    - Eunectes murinus — Обыкновенная анаконда
    - Eunectes notaeus — Парагвайская анаконда
- Подсемейство Ungaliophiinae — включает 2 рода и 3 вида[9]
  - Род Exiliboa
    - Exiliboa placata

  - Род Ungaliophis
    - Ungaliophis continentalis
    - Ungaliophis panamensis
- Подсемейство Erycinae — Песчаные удавы — включает 1 род и 12 видов[10]
  - Род Eryx — Песчаные удавы, или удавчики
    - Eryx borrii
    - Eryx colubrinus
    - Eryx conicus — Пятнистый удавчик[1]
    - Eryx elegans — Стройный удавчик
    - Eryx jaculus — Западный удавчик
    - Eryx jayakari — Арабский удавчик
    - Eryx johnii — Индийский удавчик
    - Eryx miliaris — Песчаный удавчик
    - Eryx muelleri — Африканский удавчик[1]
    - Eryx somalicus — Сомалийский удавчик
    - Eryx tataricus — Восточный удавчик
    - Eryx whitakeri
- Подсемейство Calabariinae — включает 1 род и 1 вид[11]
  - Род Calabaria — Калабарии
    - Calabaria reinhardtii — Калабария
- Подсемейство Candoiinae — включает 1 род и 5 видов[12]
  - Род Candoia — Тихоокеанские удавы
    - Candoia aspera — Тихоокеанский удав, или гадюковый удав[1]
    - Candoia bibroni — Кандойа Биброна[13]
    - Candoia carinata — Килеваточешуйчатый тихоокеанский удав
    - Candoia paulsoni
    - Candoia superciliosa
- Подсемейство Sanziniinae — включает 2 рода и 4 вида[14]
  - Род Acrantophis — Мадагаскарские удавы
    - Acrantophis dumerili — Мадагаскарский удав Дюмериля
    - Acrantophis madagascariensis — Мадагаскарский удав

  - Род Sanzinia — Древесные мадагаскарские удавы
    - Sanzinia madagascariensis — Древесный мадагаскарский удав
    - Sanzinia volontany
- Подсемейство Charininae — включает 2 рода и 4 вида[15]
  - Род Charina — Резиновые змеи
    - Charina bottae — Резиновая змея
    - Charina umbratica

  - Род Lichanura
    - Lichanura orcutti
    - Lichanura trivirgata — Калифорнийский удав, или розовый удав